# Bersama swynnertonii
Bersama swynnertonii är en tvåhjärtbladig växtart som beskrevs av E. G.Baker. Bersama swynnertonii ingår i släktet Bersama och familjen Melianthaceae. Inga underarter finns listade i Catalogue of Life.